# Lindeman Creek
Lindeman Creek är ett vattendrag i Kanada.   Det ligger i provinsen British Columbia, i den västra delen av landet, 4 100 km väster om huvudstaden Ottawa. Lindeman Creek ligger vid sjöarna  Bennett Lake och Lindeman Lake.
Trakten runt Lindeman Creek är nära nog obefolkad, med mindre än två invånare per kvadratkilometer.